# Jamides ruvana
Jamides ruvana är en fjärilsart som beskrevs av Hans Fruhstorfer 1921. Jamides ruvana ingår i släktet Jamides och familjen juvelvingar. Inga underarter finns listade i Catalogue of Life.